# WTA Finals
A WTA Finals (korábbi elnevezése: WTA Tour Championships) a WTA által évente megrendezett tenisztorna, ahol az aktuális WTA-világranglista legjobb helyezettjei vehetnek részt. Nem hivatalosan a WTA világbajnokságának is nevezik.
A tornán az egyéni világranglista első nyolc helyezettje vesz részt, sérülés vagy egyéb okból távolmaradás esetén a ranglista következő helyezettje szerez jogot a részvételre. Párosban 2014-ig a négy legtöbb ranglistapontot szerzett páros indulhatott, 2014 óta a nyolc legtöbb pontot szerzett páros szerez kvalifikációt a részvételre.
A tornának 2014–2018 között Singapore adott otthont, 2019-től 10 évre a kínai Sencsen városa kapta meg a rendezés jogát. 2020-ban a koronavírus-járvány miatt a torna elmaradt, és a járvány negyedik hulláma miatt Sencsen 2021-ben sem vállalta a rendezést, ezért a 2021-es WTA Finalst a mexikói Guadalajarában rendezték meg. Sencsen 2022–2030 között adhatott volna otthont a világbajnokságnak tekintett tornának. 2022-ben az amerikai Fort Worth, 2023-ban a mexikói Cancún volt a torna helyszíne, 2024-től három éven keresztül Szaúd-Arábiában, Rijádban rendezik meg.

## Történet

### Tér és idő
A bajnokságot először 1972 októberében a floridai Boca Ratonban rendezték meg, hogy a szezon mintegy fénypontként lezárja a sorozatot. 1975-től, az 1976-os augusztusi rendezés kivételével, mindig tavasszal, többnyire márciusban tartották meg az eseményt. Ez az időszak 1986–ban zárult le, amikor a WTA is áttért a januártól novemberig tartó szezonra, és ekkor a tornát is visszahelyezték az idény végére. Ennek következményeként 1986–ban két WTA-bajnokságot rendeztek.
1974-től 1976–ig a tornának Los Angeles adott helyet, amit 1977–től – egy év kivételével – egészen 2000-ig a New York-i Madison Square Garden vett át. A kivétel az 1978-as esztendő volt, amikor is a helyszín a kaliforniai Oakland lett.
2001-ben a torna elhagyta az Egyesült Államokat: Münchenben tartották meg, de a kis kitérő után ismételten az egyesült államokbeli Los Angeles következett 2002-től 2005-ig. 2006 és 2007 újra Európa éve lett, mivel ezekben az években a spanyol főváros, Madrid rendezhette meg a tornát. Ezt követően 2008-tól három évig Katar fővárosa, Doha adott otthont az eseménynek, 2011-től újabb három éven át Törökország legnagyobb városa, Isztambul rendezte. 2014–2018 között Singapore volt a rendezvény házigazdája. 2014-től az egyéni győztes a Billie Jean King trófeát kapja. 2019-től 10 évre a kínai Sencsen városa kapta meg a rendezés jogát, amely a koronavírus-járvány miatt a 2022–2030-as időszakra módosult. A 2021-es torna rendezését a mexikói Guadalajara vállalta el. 2021 decemberében a WTA 2022-től felfüggesztette az összes Kínában és Hongkongban megrendezésre kerülő versenyt a Peng Suajt ért retorzió miatt, amely a Kínai Kommunista Párt magas rangú tagjától elszenvedett szexuális zaklatás nyilvánosságra hozatala után érte a kínai teniszezőnőt. 2022-ben ezért a tornát a texasi Fort Worth-ben rendezték meg. 2023-ban a mexikói Cancún adott helyet a világbajnoki cím eldöntését biztosító versenyen. 2024 áprilisában a WTA bejelentette, hogy a következő három alkalommal Rijád lesz a rendező. Az összdíjazás 15,25 millió dollár lesz, ami 70%-os emelkedés.

### Névhasználat
Mivel a sorozat neve egybeforrt a főszponzor nevével, így számtalan névvel illették az idők során eme rangos eseményt. 1972 és 1978 között a legelső szponzor neve fémjelezte a sorozatot, amit ekkor Virginia Slims Championshipsnek hívtak. Tőle a stafétát az Avon cég vette át, akiről az 1979–82-es bajnokságokat Avon Championshipsre nevezték át. 1983-ban győzött a tradíció, és újra Virginia Slims Championships lett a sorozat hivatalos megnevezése. Ez az időszak egészen 1994-ig tartott, amikor is a szponzor kiszállt a WTA támogatásából. Emiatt 1995-ben főszponzor nélküli sorozatot WTA Tour Championshipsre keresztelték át. Ezután a szponzorok szinte évente adták át egymásnak a sorozat névhasználati jogát.
- 1996–2000: Chase Championships
- 2001: Sanex Championships
- 2002: Home Depot Championships.

2003–04-ben ismét szponzor nélkül maradt, így újra a WTA Tour Championships név fémjelezte a sorozatot. 
- 2005-ben a Sony Ericsson cég vette kézbe a szponzori feladatokat, így a sorozat új névhez jutott: Sony Ericsson Championships.
- 2011-től a főszponzor a BNP Paribas, illetve törökországi leánycége, a Türk Ekonomi Bankasý, így a torna neve TEB BNP Paribas WTA Championships lett.[4]
- 2014-ben a BNP Paribas újabb öt évre meghosszabbította a torna szponzorálását, amelyet a szingapúri helyszín következtében már nem a török leánycég szponzorál, így a torna elnevezése BNP Paribas WTA Finals Singapore Presented by SCglobal lett.[7]
- 2019-től 10 évre Sencsen városa kapta meg a rendezés jogát, amely a 2019-es megrendezést követően a Covid-19 koronavírus-járvány okozta kétéves kihagyás miatt a 2022–2030-as időszakra módosult. A torna hivatalos elnevezése Shiseido WTA Finals Shenzhen.
- A 2021-es tornát a koronavírus-járvány miatt a mexikói Guadalajara rendezte meg, szponzorált elnevezése ekkor Akron WTA Finals Guadalajara volt.

### Rang
A WTA Finals mára az ötödik legfontosabb tornává nőtte ki magát: rang tekintetében közvetlenül a négy Grand Slam-torna mögött helyezkedik el.

## Magyar részvételek
Egyéniben Temesvári Andrea jutott be az év végi világbajnokságra 1984-ben és 1985-ben. Az akkor még egyenes kieséses rendszerben rendezett tornán mindkét alkalommal az első körben búcsúzott. Párosban Babos Tímea először 2015-ben szerzett jogot az indulásra, akkor, és a következő évben a körmrkőzéses szakaszban esett ki. 2017-ben cseh partnerével Andrea Hlaváčkovával tornagyőzelmet szerzett, ezzel első magyarként érte el az év végi világbajnoki címet. 2018-ban a francia Kristina Mladenovic párjaként megvédte világbajnoki címét. Babos Tímea 2019-ben sorban harmadszor is megszerezte a trófeát, amikor Kristina Mladenoviccsal megvédték előző évben szerzett címüket.

## Eredmények

### Egyéni
| Év       | Helyszín                             | Győztes                              | Ellenfél a döntőben                  | Döntő eredménye                      |
| -------- | ------------------------------------ | ------------------------------------ | ------------------------------------ | ------------------------------------ |
| 1972     | Boca Raton                           | Chris Evert                          | Kerry Melville                       | 7–5, 6–4                             |
| 1973     | Boca Raton                           | Chris Evert                          | Nancy Richey-Gunter                  | 6–3, 6–3                             |
| 1974     | Los Angeles                          | Evonne Goolagong                     | Chris Evert                          | 6–3, 6–4                             |
| 1975     | Los Angeles                          | Chris Evert                          | Martina Navrátilová                  | 6–4, 6–2                             |
| 1976     | Los Angeles                          | Evonne Goolagong-Cawley              | Chris Evert                          | 6–3, 5–7, 6–3                        |
| 1977     | New York                             | Chris Evert                          | Sue Barker                           | 2–6, 6–1, 6–1                        |
| 1978     | Oakland                              | Martina Navrátilová                  | Evonne Goolagong-Cawley              | 7–6(0), 6–4                          |
| 1979     | New York                             | Martina Navrátilová                  | Tracy Austin                         | 6–3, 3–6, 6–2                        |
| 1980     | New York                             | Tracy Austin                         | Martina Navrátilová                  | 6–2, 2–6, 6–2                        |
| 1981     | New York                             | Martina Navratilova                  | Andrea Jaeger                        | 6–3, 7–6(3)                          |
| 1982     | New York                             | Sylvia Hanika                        | Martina Navratilova                  | 1–6, 6–3, 6–4                        |
| 1983     | New York                             | Martina Navratilova                  | Chris Evert-Lloyd                    | 6–2, 6–0                             |
| 1984     | New York                             | Martina Navratilova                  | Chris Evert-Lloyd                    | 6–3, 7–5, 6–1                        |
| 1985     | New York                             | Martina Navratilova                  | Helena Suková                        | 6–3, 7–5, 6–4                        |
| 1986 (1) | New York                             | Martina Navratilova                  | Hana Mandlíková                      | 6–2, 6–0, 3–6, 6–1                   |
| 1986 (2) | New York                             | Martina Navratilova                  | Steffi Graf                          | 7–6(6), 6–3, 6–2                     |
| 1987     | New York                             | Steffi Graf                          | Gabriela Sabatini                    | 4–6, 6–4, 6–0, 6–4                   |
| 1988     | New York                             | Gabriela Sabatini                    | Pam Shriver                          | 7–5, 6–2, 6–2                        |
| 1989     | New York                             | Steffi Graf                          | Martina Navratilova                  | 6–4, 7–5, 2–6, 6–2                   |
| 1990     | New York                             | Szeles Mónika                        | Gabriela Sabatini                    | 6–4, 5–7, 3–6, 6–4, 6–2              |
| 1991     | New York                             | Szeles Mónika                        | Martina Navratilova                  | 6–4, 3–6, 7–5, 6–0                   |
| 1992     | New York                             | Szeles Mónika                        | Martina Navratilova                  | 7–5, 6–3, 6–1                        |
| 1993     | New York                             | Steffi Graf                          | Arantxa Sánchez Vicario              | 6–1, 6–4, 3–6, 6–1                   |
| 1994     | New York                             | Gabriela Sabatini                    | Lindsay Davenport                    | 6–3, 6–2, 6–4                        |
| 1995     | New York                             | Steffi Graf                          | Anke Huber                           | 6–1, 2–6, 6–1, 4–6, 6–3              |
| 1996     | New York                             | Steffi Graf                          | Martina Hingis                       | 6–3, 4–6, 6–0, 4–6, 6–0              |
| 1997     | New York                             | Jana Novotná                         | Mary Pierce                          | 7–6(4), 6–2, 6–3                     |
| 1998     | New York                             | Martina Hingis                       | Lindsay Davenport                    | 7–5, 6–4, 4–6, 6–2                   |
| 1999     | New York                             | Lindsay Davenport                    | Martina Hingis                       | 6–4, 6–2                             |
| 2000     | New York                             | Martina Hingis                       | Szeles Mónika                        | 6–7(5), 6–4, 6–4                     |
| 2001     | München                              | Serena Williams                      | Lindsay Davenport                    | játék nélkül                         |
| 2002     | Los Angeles                          | Kim Clijsters                        | Serena Williams                      | 7–5, 6–3                             |
| 2003     | Los Angeles                          | Kim Clijsters                        | Amélie Mauresmo                      | 6–2, 6–0                             |
| 2004     | Los Angeles                          | Marija Sarapova                      | Serena Williams                      | 4–6, 6–2, 6–4                        |
| 2005     | Los Angeles                          | Amélie Mauresmo                      | Mary Pierce                          | 5–7, 7–6(3), 6–4                     |
| 2006     | Madrid                               | Justine Henin-Hardenne               | Amélie Mauresmo                      | 6–4, 6–3                             |
| 2007     | Madrid                               | Justine Henin-Hardenne               | Marija Sarapova                      | 5–7, 7–5, 6–3                        |
| 2008     | Doha                                 | Venus Williams                       | Vera Zvonarjova                      | 6–7(5), 6–0, 6–2                     |
| 2009     | Doha                                 | Serena Williams                      | Venus Williams                       | 6–2, 7–6(4)                          |
| 2010     | Doha                                 | Kim Clijsters                        | Caroline Wozniacki                   | 6–3, 5–7, 6–3                        |
| 2011     | Isztambul                            | Petra Kvitová                        | Viktorija Azaranka                   | 7–5, 4–6, 6–3                        |
| 2012     | Isztambul                            | Serena Williams                      | Marija Sarapova                      | 6–4, 6–3                             |
| 2013     | Isztambul                            | Serena Williams                      | Li Na                                | 2–6, 6–3, 6–0                        |
| 2014     | Szingapúr                            | Serena Williams                      | Simona Halep                         | 6–3, 6–0                             |
| 2015     | Szingapúr                            | Agnieszka Radwańska                  | Petra Kvitová                        | 6–3, 4–6, 6–3                        |
| 2016     | Szingapúr                            | Dominika Cibulková                   | Angelique Kerber                     | 6–3, 6–4                             |
| 2017     | Szingapúr                            | Caroline Wozniacki                   | Venus Williams                       | 6–4, 6–4                             |
| 2018     | Szingapúr                            | Elina Szvitolina                     | Sloane Stephens                      | 3–6, 6–2, 6–2                        |
| 2019     | Sencsen                              | Ashleigh Barty                       | Elina Szvitolina                     | 6–4, 6–3                             |
| 2020     | A koronavírus-járvány miatt elmaradt | A koronavírus-járvány miatt elmaradt | A koronavírus-járvány miatt elmaradt | A koronavírus-járvány miatt elmaradt |
| 2021     | Guadalajara                          | Garbiñe Muguruza                     | Anett Kontaveit                      | 6–3, 7–5                             |
| 2022     | Fort Worth                           | Caroline Garcia                      | Arina Szabalenka                     | 7–6(4), 6–4                          |
| 2023     | Cancún                               | Iga Świątek                          | Jessica Pegula                       | 6–1, 6–0                             |
| 2024     | Rijád                                | Cori Gauff                           | Cseng Csin-ven                       | 3–6, 6–4, 7–6(2)                     |
| 2025     | Rijád                                |                                      |                                      |                                      |
| 2026     | Rijád                                |                                      |                                      |                                      |

### Páros
| Év       | Győztesek                                          | Ellenfelek a döntőben                            | Döntő eredménye                      |                                      |
| -------- | -------------------------------------------------- | ------------------------------------------------ | ------------------------------------ | ------------------------------------ |
| 1972     | Nem rendeztek páros versenyt.                      | Nem rendeztek páros versenyt.                    | Nem rendeztek páros versenyt.        |                                      |
| 1973     | Rosemary Casals Margaret Court                     | Françoise Durr Betty Stöve                       | 6–2, 6–4                             |                                      |
| 1974     | Rosemary Casals Billie Jean King                   | Françoise Durr Betty Stöve                       | 6–1, 6–7(2-5), 7–5                   |                                      |
| 1975     | Nem rendeztek páros versenyt.                      | Nem rendeztek páros versenyt.                    | Nem rendeztek páros versenyt.        |                                      |
| 1976     | Nem rendeztek páros versenyt.                      | Nem rendeztek páros versenyt.                    | Nem rendeztek páros versenyt.        |                                      |
| 1977     | Nem rendeztek páros versenyt.                      | Nem rendeztek páros versenyt.                    | Nem rendeztek páros versenyt.        |                                      |
| 1978     | Nem rendeztek páros versenyt.                      | Nem rendeztek páros versenyt.                    | Nem rendeztek páros versenyt.        |                                      |
| 1979     | Françoise Durr Betty Stöve                         | Sue Barker Ann Kiyomura                          | 7–6, 7–6                             |                                      |
| 1980     | Billie Jean King Martina Navrátilová               | Rosemary Casals Wendy Turnbull                   | 6–3, 4–6, 6–3                        |                                      |
| 1981     | Martina Navratilova Pam Shriver                    | Barbara Potter Sharon Walsh                      | 6–0, 7–6(6)                          |                                      |
| 1982     | Martina Navratilova Pam Shriver                    | Kathy Jordan Anne Smith                          | 6–4, 6–3                             |                                      |
| 1983     | Martina Navratilova Pam Shriver                    | Claudia Kohde-Kilsch Eva Pfaff                   | 7–5, 6–2                             |                                      |
| 1984     | Martina Navratilova Pam Shriver                    | Jo Durie Ann Kiyomura                            | 6–3, 6–1                             |                                      |
| 1985     | Martina Navratilova Pam Shriver                    | Claudia Kohde-Kilsch Helena Suková               | 6–7(4), 6–4, 7–6(5)                  |                                      |
| 1986 (1) | Hana Mandlíková Wendy Turnbull                     | Claudia Kohde-Kilsch Helena Suková               | 6–4, 6–7(4), 6–3                     |                                      |
| 1986 (2) | Martina Navratilova Pam Shriver                    | Claudia Kohde-Kilsch Helena Suková               | 1–6, 6–1, 6–1                        |                                      |
| 1987     | Martina Navratilova Pam Shriver                    | Claudia Kohde-Kilsch Helena Suková               | 6–1, 6–1                             |                                      |
| 1988     | Martina Navratilova Pam Shriver                    | Larisa Neiland Natasha Zvereva                   | 6–3, 6–4                             |                                      |
| 1989     | Martina Navratilova Pam Shriver                    | Larisa Neiland Natasha Zvereva                   | 6–3, 6–2                             |                                      |
| 1990     | Kathy Jordan Elizabeth Smylie                      | Mercedes Paz Arantxa Sánchez Vicario             | 7–6(4), 6–4                          |                                      |
| 1991     | Martina Navratilova Pam Shriver                    | Gigi Fernández Jana Novotná                      | 4–6, 7–5, 6–4                        |                                      |
| 1992     | Arantxa Sánchez Vicario Helena Suková              | Jana Novotná Larisa Savchenko-Neiland            | 7–6(4), 6–1                          |                                      |
| 1993     | Gigi Fernández Natasha Zvereva                     | Jana Novotná Larisa Savchenko-Neiland            | 6–3, 7–5                             |                                      |
| 1994     | Gigi Fernández Natasha Zvereva                     | Jana Novotná Arantxa Sánchez Vicario             | 6–3, 6–7(4), 6–3                     |                                      |
| 1995     | Jana Novotná Arantxa Sánchez Vicario               | Gigi Fernández Natasha Zvereva                   | 6–2, 6–1                             |                                      |
| 1996     | Lindsay Davenport Mary Joe Fernández               | Jana Novotná Arantxa Sánchez Vicario             | 6–3, 6–2                             |                                      |
| 1997     | Lindsay Davenport Jana Novotná                     | Alexandra Fusai Nathalie Tauziat                 | 6–7(5), 6–3, 6–2                     |                                      |
| 1998     | Lindsay Davenport Natasha Zvereva                  | Alexandra Fusai Nathalie Tauziat                 | 6–7(6), 7–5, 6–3                     |                                      |
| 1999     | Martina Hingis Anna Kurnyikova                     | Arantxa Sánchez Vicario Larisa Savchenko-Neiland | 6–4, 6–4                             |                                      |
| 2000     | Martina Hingis Anna Kurnyikova                     | Nicole Arendt Manon Bollegraf                    | 6–2, 6–3                             |                                      |
| 2001     | Lisa Raymond Rennae Stubbs                         | Cara Black Jelena Lihovceva                      | 7–5, 3–6, 6–3                        |                                      |
| 2002     | Jelena Gyementyjeva Janette Husárová               | Cara Black Jelena Lihovceva                      | 4–6, 6–4, 6–3                        |                                      |
| 2003     | Virginia Ruano Pascual Paola Suárez                | Kim Clijsters Szugijama Ai                       | 6–4, 3–6, 6–3                        |                                      |
| 2004     | Nagyja Petrova Meghann Shaughnessy                 | Cara Black Rennae Stubbs                         | 7–5, 6–2                             |                                      |
| 2005     | Lisa Raymond Samantha Stosur                       | Cara Black Rennae Stubbs                         | 6–7(5), 7–5, 6–4                     |                                      |
| 2006     | Lisa Raymond Samantha Stosur                       | Cara Black Liezel Huber                          | 3–6, 6–3, 6–3                        |                                      |
| 2007     | Cara Black Liezel Huber                            | Katarina Srebotnik Szugijama Ai                  | 5–7, 6–3, 10-8                       |                                      |
| 2008     | Cara Black Liezel Huber                            | Květa Peschke Rennae Stubbs                      | 6–1, 7–5                             |                                      |
| 2009     | Nuria Llagostera Vives María José Martínez Sánchez | Cara Black Liezel Huber                          | 7–6(0), 5–7, [10–7]                  |                                      |
| 2010     | Gisela Dulko Flavia Pennetta                       | Květa Peschke Katarina Srebotnik                 | 7–5, 6–4                             |                                      |
| 2011     | Liezel Huber Lisa Raymond                          | Květa Peschke Katarina Srebotnik                 | 6–4, 6–4                             |                                      |
| 2012     | Marija Kirilenko Nagyja Petrova                    | Andrea Hlaváčková Lucie Hradecká                 | 6–1, 6–4                             |                                      |
| 2013     | Hszie Su-vej Peng Suaj                             | Jekatyerina Makarova Jelena Vesznyina            | 6–4, 7–5                             |                                      |
| 2014     | Cara Black Szánija Mirza                           | Hszie Su-vej Peng Suaj                           | 6–1, 6–0                             |                                      |
| 2015     | Martina Hingis Szánija Mirza                       | Garbiñe Muguruza Carla Suárez Navarro            | 6–0, 6–3                             |                                      |
| 2016     | Jekatyerina Makarova Jelena Vesznyina              | Bethanie Mattek-Sands Lucie Šafářová             | 7–6(5), 6–3                          |                                      |
| 2017     | Babos Tímea Andrea Hlaváčková                      | Kiki Bertens Johanna Larsson                     | 4–6, 6–4, [10–5]                     |                                      |
| 2018     | Babos Tímea Kristina Mladenovic                    | Barbora Krejčíková Kateřina Siniaková            | 6–4, 7–5                             |                                      |
| 2019     | Babos Tímea Kristina Mladenovic                    | Hszie Su-vej Barbora Strýcová                    | 6–1, 6–3                             |                                      |
| 2020     | A koronavírus-járvány miatt elmaradt               | A koronavírus-járvány miatt elmaradt             | A koronavírus-járvány miatt elmaradt | A koronavírus-járvány miatt elmaradt |
| 2021     | Barbora Krejčíková Kateřina Siniaková              | Hszie Su-vej Elise Mertens                       | 6–3, 6–4                             |                                      |
| 2022     | Veronyika Kugyermetova Elise Mertens               | Barbora Krejčíková Kateřina Siniaková            | 6–2, 4–6, [11–9]                     |                                      |
| 2023     | Laura Siegemund Vera Zvonarjova                    | Nicole Melichar-Martinez Ellen Perez             | 6–4, 6–4                             |                                      |
| 2024     | Gabriela Dabrowski Erin Routliffe                  | Kateřina Siniaková Taylor Townsend               | 7–5, 6–3                             |                                      |